# The Philadelphia Story
The Philadelphia Story (bra: Núpcias de Escândalo; prt: Casamento Escandaloso) é um filme estadunidense de 1940, do gênero comédia romântica, dirigido por George Cukor e produzido por Joseph L. Mankiewicz. O roteiro, escrito por Donald Ogden Stewart e por Waldo Salt (não creditado), foi baseado em peça de teatro de Philip Barry.
Foi refilmado em 1956 como musical, sob o título de High Society.

## Sinopse
Dois anos depois de se divorciar do primeiro marido, a socialite Tracy Lord está prestes a contrair matrimônio com George Kittredge, um aspirante a político. Porém, dias antes da celebração, a família é surpreendida pela chegada de Mike Connor, um escritor metido a repórter; Elizabeth Imbrie, uma pintora metida a fotógrafa; e Dexter Haven, o ex-marido, que se instalam como hóspedes na casa graças a uma chantagem envolvendo o pai da noiva. A dupla do jornal deve escrever a história do casamento de Tracy, e ela e sua família decidem colaborar com a farsa para não ver o nome do patriarca da família ser manchado em público. Mas a presença tanto do ex-marido quanto do escritor farão com que Tracy repense sua decisão até o fatídico momento do "sim".

## Elenco

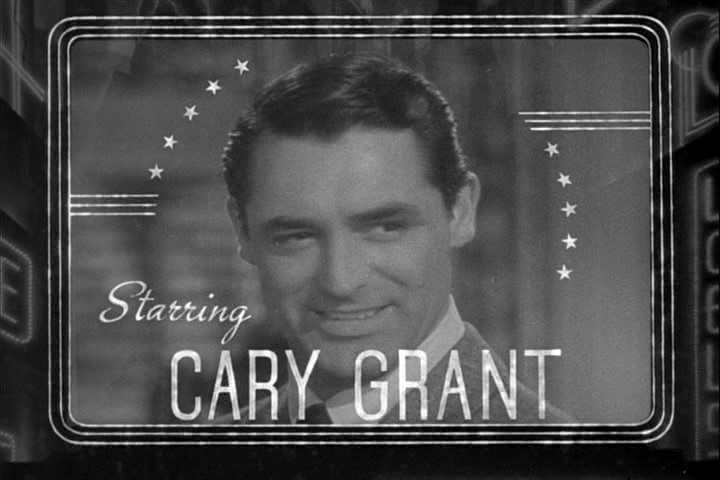
Cary Grant como C. K. Dexter Haven
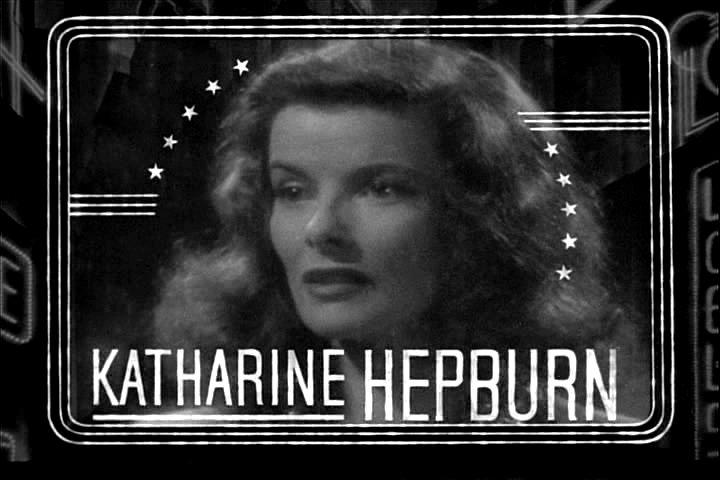
Katharine Hepburn como Tracy Lord
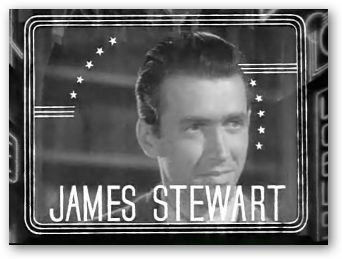
James Stewart como Mike Connor
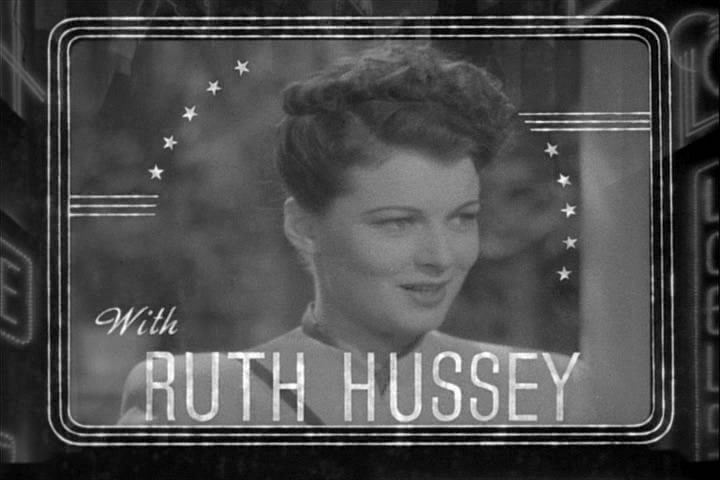
Ruth Hussey como Elizabeth Imbrie ("Liz")

- John Howard como George Kittredge
- Roland Young como Tio Willie
- John Halliday como Seth Lord
- Mary Nash como Margaret Lord
- Virginia Weidler como Dinah Lord
- Henry Daniell como Sidney Kidd
- Lionel Pape como Edward
- Rex Evans como Thomas

## Principais prêmios e indicações
Oscar 1941 (EUA)
- Venceu na categoria de melhor roteiro adaptado e de melhor ator (James Stewart).
- Indicado nas categorias melhor filme, melhor direção, melhor atriz (Katharine Hepburn) e melhor atriz coadjuvante (Ruth Hussey).

NYFCC Award 1940 (New York Film Critics Circle Awards, EUA)
- Venceu na categoria de melhor atriz (Katharine Hepburn).